# Référendum constitutionnel portoricain de 1952
Un référendum sur une nouvelle constitution a eu lieu à Porto Rico le 3 mars 1952. Il fut approuvé par 82 % des votants. Cela fut considéré par de nombreux politiciens américains et portoricains comme une affirmation de la nouvelle constitution de l'île en tant qu'État libre associé, ou Commonwealth, telle que proposée par la législation de 1950 par le Congrès des États-Unis, après négociation avec les dirigeants politiques portoricains. Les nationalistes de l'île remettent en question la signification du référendum, se plaignant que la seule alternative offerte était d'être sous la loi américaine, et qu'aucune option d'indépendance n'était proposée. En 1980, la Cour suprême des États-Unis jugea ( Harris v. Rosario (en) ) qu'à la suite de ce référendum de 1952, le statut territorial actuel n'avait pas du tout été modifié.
Le 1er novembre 1950, deux nationalistes portoricains avaient tenté d'assassiner le président américain Harry S. Truman. Ils avaient affirmé qu’ils exerçaient des représailles contre la coopération américaine dans la répression des révoltes nationalistes de 1950 sur l’île. La motivation déclarée de Truman pour soutenir le plébiscite était que les habitants de l'île pourraient exprimer leur opinion sur le statut préféré, mais comme l'indépendance n'était pas proposée, les nationalistes remirent en question la motivation déclarée de Truman. Une majorité écrasante approuva le Commonwealth plutôt que l'alternative d'un retour à la domination directe des États-Unis .

## Résultats
| Résultats du Référendum |         |
| ----------------------- | ------- |
| Pour                    | 374 649 |
| Contre                  | 82 923  |
| Invalide                |         |
| Source                  | Nohlen  |